# Le Chambon-sur-Lignon
Chambon-sur-Lignon – miejscowość i gmina we Francji, w regionie Owernia-Rodan-Alpy, w departamencie Górna Loara. Została założona przez protestanckich hugenotów.
Według danych na rok 1990 gminę zamieszkiwały 2854 osoby, a gęstość zaludnienia wynosiła 68 osób/km² (wśród 1310 gmin Owernii Chambon-sur-Lignon plasuje się na 72. miejscu pod względem liczby ludności, natomiast pod względem powierzchni na miejscu 76.).

## Pomoc Żydom
Miasto stało się znane na świecie po wydarzeniach II wojny światowej. W czasie wojny światowej było ono miejscem schronienia Żydów uciekających przed nazistami – miastem kierowali wówczas pastor André Trocmé (1901–1971) i jego żona Magda (1901–1996; z domu Grilli, urodzona we Florencji Włoszka). W 1942 roku obywatele Le Chambon-sur-Lignon zaryzykowali swoje życie, aby ukryć Żydów przed SS i zesłaniem do obozów zagłady. Byli oni ukrywani w prywatnych domach, na farmach, jak również w publicznych instytucjach. Gdy do miasta zbliżały się patrole niemieckie, uciekinierzy byli ukrywani na wsi. Po wojnie jeden z mieszkańców mówił:

Gdy żołnierze niemieccy opuszczali miasto, jechaliśmy do lasu i śpiewaliśmy piosenkę, która była dla Żydów sygnałem, że są już bezpieczni i mogą wracać do domu.

Oprócz schronienia, mieszkańcy miasta dostarczyli Żydom sfałszowane dowody i kartki żywnościowe, a potem pomagali w przedostaniu się przez granicę do neutralnej Szwajcarii. Niektórzy z mieszkańców zostali aresztowani przez gestapo, jak kuzyn André Trocmé, Daniel, który zginął w Majdanku.
Szacuje się, że obywatele Chambon-sur-Lignon uratowali od pewnej śmierci od 3000 do 5000 osób. Był wśród nich matematyk Alexander Grothendieck. W 1990 roku całemu miastu przyznano odznaczenie Sprawiedliwy wśród Narodów Świata. Na terenie Jad Waszem znajduje się mały ogród i tablica pamiątkowa poświęcona mieszkańcom Chambon-sur-Lignon. Medal przyznano również imiennie Andrému Trocmé i jego żonie.
W sercu miasta umieszczona jest tablica pamiątkowa ufundowana przez Żydów francuskich, z napisem:

Hommage à la communauté protestante de cette terre cévenole, et à tous ceux entraînés par son exemple, croyants de toutes confessions et non croyants, qui, pendant la guerre 1939–1945, faisant bloc contre les crimes nazis ont au péril de leur vie, sous l’Occupation, caché, protégé, sauvé par milliers tous les persécutés. Le souvenir du Juste restera pour toujours. Psaume CXII-6
(„Dla uczczenia protestanckiej wspólnoty tej ziemi i wszystkich wierzących i niewierzących, którzy w czasie wojny 1939–1945 z narażeniem życia sprzeciwiali się nazistowskim zbrodniom, ukrywając, chroniąc i ratując tysiące prześladowanych. Pamięć Sprawiedliwych pozostanie na zawsze. Psalm CXII-6”)

Dodatkowe informacje:
- 1979: Lest Innocent Blood Be Shed: The Story of Le Chambon and How Goodness Happened There – książka Philipa P. Hallie
- 1998: Greater than Angels – książka dla młodzieży, autorstwa Carol Matas
- 1989: Weapons of the Spirit – telewizyjny film dokumentalny Pierre’a Sauvage’a
- 1994: La Colline aux mille enfants („Wzgórze tysiąca dzieci”) – telewizyjny film fabularny Jean-Louisa Lorenziego